# Molokai: The Story of Father Damien
Molokai: The Story of Father Damien (lett. "Molokai: la storia di padre Damiano") è un film di genere biografico e storico del 1999 diretto da Paul Cox.
La pellicola, tratta da un libro della scrittrice belga Hilde Eynikel, è una drammatizzazione della vita di padre Damiano de Veuster, missionario cattolico presso il lebbrosario di Kalaupapa, in seguito canonizzato.

## Trama
Durante il XIX secolo nel regno delle Hawaii si manifesta una nuova malattia, la lebbra, e il governo hawaiano decide di bandire i malati nel remoto lebbrosario di Kalaupapa sull'isola di Molokai per evitare che contagino il resto della popolazione. La Chiesa cattolica decide di mandare un proprio missionario al lebbrosario per amministrare i riti religiosi ai pazienti, e viene scelto per questo il prete belga Damiano de Veuster.
Padre Damiano giunge a Kalaupapa e inizia subito ad amministrare la colonia sanitaria, ricostruendo la locale cappella e divenendo il capo della comunità dei lebbrosi, nonostante inizialmente fosse stato avvertito di non entrarvi in contatto. Damiano lotta per i diritti dei lebbrosi di Kalaupapa, abbandonati a sé stessi dal governo coloniale, e nel giro di alcuni anni contrare a sua volta la lebbra, sviluppandone i sintomi.
L'ultimo, tormentato periodo della vita di padre Damiano è alleviato dall'arrivo del laico Joseph Dutton, che gestirà la colonia dopo di lui, e della principessa Liliʻuokalani delle Hawaii, che promette al religioso che cercherà di migliorare le condizioni dello stabilimento. Nonostante il governo hawaiano continui a ignorare le richieste di aiuto economico e materiale di padre Damiano, mentre egli è in punto di morte giungono nuovi religiosi per aiutare nella gestione del lebbrosario, dandogli fiducia per il prossimo futuro.